# Eusebio Blasco
Eusebio Blasco, nome completo Eusebio Blasco Soler (Saragozza, 28 aprile 1844 – Madrid, 25 febbraio 1903), è stato uno scrittore, giornalista e poeta spagnolo.

## Biografia

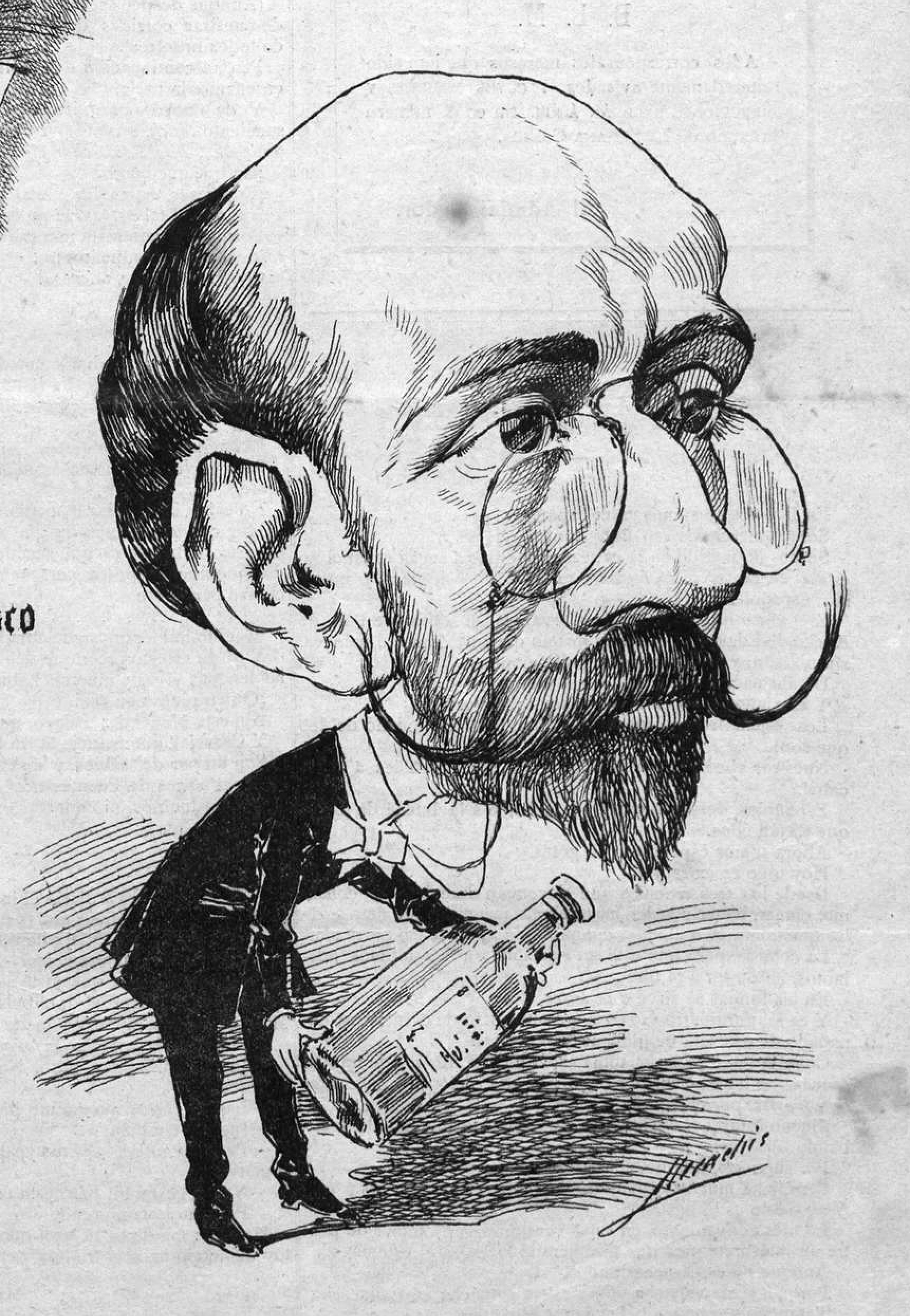
Caricatura dedicata a Blasco su La Semana Cómica (63)

Eusebio Blasco nacque a Saragozza il 28 aprile 1844, figlio di un noto architetto.
Incominciò a lavorare come giornalista a Saragozza ed esordì nella sua città natale con i lavori teatrali, Identità violate (Vidas ajenas, 1862) e Giocattolo d'infanzia ingannevole (Juguete La niñez engañosa, 1863).
Dopo di che si trasferì a Madrid, dove collaborò con numerosi giornali e riviste,evidenziando causticità e arguzia.
Tra il 1865 e il 1868, prima di andare in esilio a Parigi per motivi politici, Blasco pubblicò una dozzina di brevi pezzi in versi e senza musica.
Nel 1869 partecipò, come corrispondente, all'inaugurazione del Canale di Suez.
Nel corso della sua vita, viaggiò per il mondo, diresse Le Figaro a Parigi. Ottenne incarichi importanti nel mondo della politica, effettuò conferenze, fondò la rivista Vida Nueva, in cui vennero alla luce le prime poesie di Juan Ramón Jiménez, ma soprattutto fu uno scrittore prolifico, in particolare comico, ironico e prolifico, e lasciò numerose opere ancora oggi apprezzate dalla critica.
Tra le sue poesie si possono menzionare Arpeggi (Arpegios, 1866); Solitudine (Soledades, 1877); Poesie festive (Poesías festivas, 1880), seguenti gli insegnamenti becqueriani; invece come narratore, ebbe successo sia con Una donna impegnata (Una mujer comprometida), dedito in brillanti descrizioni a sfondo regionalistico; ma principalmente per le sue brillanti commedie di costume e per le parodie drammatiche dalla vena inesauribile, spumeggiante, canzonatoria e garbata, Il giovane Telemaco (El joven Telémaco, 1866), una burlesque lirica mitologica ispirata dalla famosa opera di Fénelon; Paolo e Virginia (Pablo y Virginia, 1867) ch'egli introdusse sulla scena spagnola,mettendo in rilievo il suo temperamento ribelle.
Morì a Madrid nel 1903, affetto da polmonite cronica. Aveva scritto nel suo epitaffio: «Qui giace un gentiluomo che non ha mai avuto un cavallo e che è morto ridendo vedendo i suoi concittadini».

## Opere

### Biografie
- I miei contemporanei. Diversi abbozzi (Mis contemporáneos. Semblanzas varias, 1886);
- Ricordi, note intime di Francia e Spagna (Recuerdos, notas íntimas de Francia y España, 1894).

### Narrativa
- Dolci da sposa (Los dulces de la boda, 1872);
- Busilis: relazione contemporanea (Busilis: relación contemporánea, 1881);
- Racconti aragonesi (Cuentos aragoneses, 1905).

### Poesia
- Arpeggi (Arpegios, 1866);
- Solitudine (Soledades, 1877);
- Poesie festive (Poesías festivas, 1880);
- Epigrammi (Epigramas, 1881).

### Teatro
- La donna di Ulisse (La mujer de Ulises, 1865);
- Il giovane Telemaco (El joven Telémaco, 1866);
- Paolo e Virginia (Pablo y Virginia, 1867);
- I dolci del matrimonio (Los dulces de la boda, 1871);
- Il ballo della contessa (El baile de la condesa, 1872);
- La processione dentro (La procesión por dentro, 1873);
- Un giovane andaluso (Un joven andaluz, 1874);
- La rosa gialla (La rosa amarilla, 1877);
- Mori sulla costa (Moros en la costa, 1879);
- La locanda di Lucas (La posada de Lucas, 1882);
- La corte del re Reuma (La corte del rey Reuma, 1886);

- Juan de León, (1895).